# Troféu Oscarito
Troféu Oscarito é um prêmio concedido pelo Festival de Gramado, desde 1990, a grandes atores e atrizes mas também, eventualmente, a outros profissionais e instituições, por sua relevante contribuição ao cinema brasileiro. O troféu, que leva o nome do ator Oscarito, é a premiação máxima do festival.

## Lista de laureados
- A lista a seguir conta com os nomes divulgados no site oficial do Festival de Gramado:[2]

### Década de 1990
| Ano  | Receptor(es)                                          | Notas                                                                        |
| ---- | ----------------------------------------------------- | ---------------------------------------------------------------------------- |
| 1990 | Grande Otelo                                          | ator, comediante, cantor, produtor                                           |
| 1991 | Walter Hugo Khouri                                    | roteirista, produtor e cineasta                                              |
| 1992 | Anselmo Duarte                                        | ator, roteirista e cineasta                                                  |
| 1993 | Alberto Ruschel                                       | ator, diretor, produtor e roteirista                                         |
| 1994 | Cinemateca Brasileira                                 | instituição responsável pela preservação da produção audiovisual brasileira. |
| 1994 | Cinemateca do Museu de Arte Moderna do Rio de Janeiro | instituição cultural                                                         |
| 1995 | Carlos Manga                                          | montador, roteirista, diretor de cinema                                      |
| 1996 | Cinédia                                               | companhia cinematográfica                                                    |
| 1997 | José Lewgoy                                           | Ator.                                                                        |
| 1998 | Nelson Pereira dos Santos                             | diretor de cinema                                                            |
| 1999 | Lucy Barreto                                          | produtora                                                                    |
| 1999 | Luiz Carlos Barreto                                   | produtor, fotógrafo e diretor de cinema                                      |

### Década de 2000
| Ano  | Receptor(es)     | Notas                                                            |
| ---- | ---------------- | ---------------------------------------------------------------- |
| 2000 | Paulo José       | ator, roteirista e diretor                                       |
| 2001 | Hugo Carvana     | ator, roteirista e diretor                                       |
| 2002 | Marieta Severo   | atriz, roteirista e produtora teatral                            |
| 2003 | Milton Gonçalves | ator, diretor, cantor, dublador e produtor                       |
| 2004 | Lima Duarte      | ator, diretor de telenovela, radialista, dublador e apresentador |
| 2005 | Glória Menezes   | Atriz                                                            |
| 2005 | Tarcísio Meira   | Ator                                                             |
| 2006 | Antônio Fagundes | ator, diretor, produtor, roteirista e dublador                   |
| 2007 | Zezé Motta       | Atriz                                                            |
| 2008 | Walmor Chagas    | ator, autor, diretor e produtor teatral                          |
| 2009 | Reginaldo Faria  | ator e diretor                                                   |

### Década de 2010
| Ano  | Receptor(es)        | Notas                                             |
| ---- | ------------------- | ------------------------------------------------- |
| 2010 | Paulo César Pereio  | Ator                                              |
| 2011 | Fernanda Montenegro | Atriz                                             |
| 2012 | Betty Faria         | Atriz                                             |
| 2013 | Glória Pires        | Atriz                                             |
| 2014 | Flávio Migliaccio   | Ator, produtor, diretor e roteirista              |
| 2015 | Marília Pêra        | Atriz, cantora e diretora teatral                 |
| 2016 | Sônia Braga         | Atriz                                             |
| 2017 | Dira Paes           | Atriz                                             |
| 2018 | Edson Celulari      | Ator                                              |
| 2019 | Lázaro Ramos        | Ator, apresentador, dublador, cineasta e escritor |

### Década de 2020
| Ano  | Receptor(es)                          | Notas                                                                    |
| ---- | ------------------------------------- | ------------------------------------------------------------------------ |
| 2020 | Marco Nanini                          | Ator, diretor de teatro, humorista, dramaturgo, produtor teatral e autor |
| 2021 | Todos os profissionais do audiovisual | Todos os profissionais do audiovisual                                    |
| 2022 | Marcos Palmeira                       | Ator, apresentador e produtor                                            |
| 2023 | Laura Cardoso                         | Atriz e dubladora                                                        |
| 2023 | Léa Garcia                            | Atriz (Homenagem póstuma)                                                |
| 2024 | Matheus Nachtergale                   | Ator, diretor de teatro, humorista e autor                               |
| 2025 | Marcélia Cartaxo                      | Atriz                                                                    |